# Manadel al-Jamadi
Manadel al-Jamadi (en arabe : مناضل الجمادي) est un innocent qui a été torturé à mort lors de sa détention au cours d'un interrogatoire mené par la Central Intelligence Agency dans la prison d'Abou Ghraib, le 4 novembre 2003. Son nom est devenu célèbre, en 2004, lorsque le scandale d'Abou Ghraib a éclaté ; son cadavre emballé dans de la glace forme l'arrière-plan de photographies de Sabrina Harman et Charles Graner, des membres de l'Armée des États-Unis, tout sourire et le pouce relevé. Al-Jamadi était suspecté d'une attaque à la bombe qui a tué 12 personnes dans un bâtiment de la Croix-Rouge à Bagdad.
Une autopsie menée par l'armée a conclu que la mort d'al-Jamadi était due à un homicide. Personne n'a été poursuivi pour sa mort. En 2011, le procureur général Eric Holder a déclaré avoir ouvert une enquête criminelle sur la mort d'al-Jamadi. En août 2012, Holder a annoncé qu'aucune accusation criminelle ne serait lancée.